# Thiosíran sodný
Thiosíran sodný (Na2S2O3·5H2O, ve starší literatuře též nepřesně sirnatan sodný), je nejběžnější solí kyseliny thiosírové.

## Příprava
Thiosíran sodný lze připravit zahříváním vodného roztoku siřičitanu sodného se sírou:
| Na2SO3 + S → Na2S2O3 | \| \| \| \| \| \| \| \| |  |
|                      |                         |  |
|                      |                         |  |

## Reakce
Thiosíran sodný má redukční vlastnosti, příkladem je reakce s jodem, při které vzniká jodid sodný a tetrathionan sodný:
| I2 + 2 Na2S2O3 → 2 NaI + Na2S4O6 | \| \| \| \| \| \| \| \| |  |
|                                  |                         |  |
|                                  |                         |  |

Této reakce se využívá v analytické chemii v jodometrii.

Tato látka reaguje se silnými kyselinami, zejména kyselinou sírovou, při této reakci vzniká síran sodný a práškovitá síra. Tato reakce probíhá rychle, roztok zneprůhlední, barví se do bíla. Probíhá-li reakce dál, po čase roztok začne žloutnout, vznikají žluté krystaly. Této reakce se někdy užívá na propagaci kinetické chemie a podle koncentrace se různě rychle stane roztok neprůhledným. Reakce probíhá takto:
| Na2S2O3 + H2SO4 → Na2SO4 + S + SO2 + H2O | \| \| \| \| \| \| \| \| |  |
|                                          |                         |  |
|                                          |                         |  |

## Použití

### Fotografie
Hlavní praktické využití nachází thiosíran sodný v klasické fotografii jako základní složka ustalovače. Jeho komplex se stříbrným iontem je natolik silný, že dokáže rozpouštět i bromid stříbrný (AgBr) z neosvětlených ploch fotografického filmu nebo papíru (vyloučené stříbro na osvětlených plochách zůstává ale zachováno). Reakce probíhá následujícím způsobem:
| 2 S2O32− + AgBr → [Ag(S2O3)2]3− + Br− | \| \| \| \| \| \| \| \| |  |
|                                       |                         |  |
|                                       |                         |  |

### Medicína
Thiosíran sodný se využívá jako antidotum při otravě kyanidy. Působí jako donor síry při konverzi kyanidu na thiokyanát (který lze bezpečně vyloučit močí), katalyzované enzymem rhodanázou. Lze ho použít také k léčbě kalcifylaxe u hemodialyzovaných pacientů s konečným stadiem ledvinného onemocnění. Další oblastí použití jsou nožní koupele k profylaxi proti kroužkovému lišeji a jako povrchově aplikovaný prostředek proti mykóze způsobované houbou tinea versicolor. Pomocí thiosíranu sodného lze také měřit objem mimobuněčné tekutiny a míru glomerulární filtrace ledvin.

### Analytická chemie
Thiosíran sodný lze využít v analytické chemii. Když se například zahřívá se vzorkem obsahujícím hlinitý kation, tvoří bílou sraženinu:
| 2Al3+ + 3S2O32− + 3H2O → 3SO2 + 3S + 2Al(OH)3 | \| \| \| \| \| \| \| \| |  |
|                                               |                         |  |
|                                               |                         |  |

#### Jodometrie
Nejvýznamnější použití thiosíranu sodného v analytické chemii vychází z faktu, že thiosíranový anion stechiometricky reaguje s jodem, redukuje ho na jodid a sám je oxidován na tetrathionát:
| 2 S2O32− (aq) + I2 (aq) → S4O62− (aq) + 2 I− (aq) | \| \| \| \| \| \| \| \| |  |
|                                                   |                         |  |
|                                                   |                         |  |

Vzhledem ke kvantitativní povaze této reakce, stejně jako ke skutečnosti, že Na2S2O3·5H2O má výtečnou trvanlivost, ho lze použít jako titrant v jodometrii. Na2S2O3·5H2O je též složkou v jodových chemických hodinách.
Toto specifické použití lze upravit pro měření obsahu kyslíku ve vodě pomocí dlouhé série reakcí. Lze to použít také při volumetrickém odhadu koncentrací některých sloučenin v roztocích (např. peroxidu vodíku) a odhadu obsahu chloru v komerčních bělidlech a ve vodě.

### Extrakce zlata
Thiosíran sodný je jednou ze složek vyluhovadla, které se používá k extrakci zlata jako alternativa ke kyanidům. S ionty zlata tvoří pevný komplex, [Au(S2O3)2]3−. Výhodou je, že thiosíran je v zásadě netoxický a že lze toto vyluhovadlo použít i pro některé rudy, které vzdorují kyanidovému procesu (například uhlíkaté nebo carlinské rudy). Mezi negativa této metody patří vysoká spotřeba thiosíranu a absence vhodné techniky pro zpětné získání čistého zlata, protože [Au(S2O3)2]3− se neadsorbuje na aktivní uhlí, které se standardně používá u kyanidové metody.

### Potravinářství
Thiosíran sodný se jako přídatná látka označuje kódem E539. V Česku je jeho používání pro potravinářské účely zakázáno.

### Další použití
Thiosíran sodný lze použít také:
- v bělidlech
- při testování pH bělicích roztoků. Bělidla ničí univerzální indikátory nebo jiné kapalné indikátory pH, běžné metody měření tedy nelze použít. Pokud se ale do bělidla přidá nejprve thiosíran sodný, zneutralizuje bělicí účinek bělidla a umožní změřit pH pomocí kapalných indikátorů. Příslušná reakce je podobné reakci s jodem - thiosíran redukuje chlornan (aktivní složku v bělidle) a oxiduje se na síran. Celá reakce vypadá takto:
| 4 NaClO + Na2S2O3 + 2 NaOH → 4 NaCl + 2 Na2SO4 + H2O | \| \| \| \| \| \| \| \| |  |
|                                                      |                         |  |
|                                                      |                         |  |
- k dechloraci pitné vody pro akvária nebo pro ošetření odpadních vod před vypuštění do vodních toků. Redukční reakce je analogická redukci jodu. Pro ošetření pitné vody se používá 0,1–0,3 g pentahydrátu thiosíranu sodného na 10 litrů vody.
- ke snížení obsahu chloru v plaveckých bazénech nebo lázních po superchloraci
- k odstranění skvrn od jodu, např. po výbuchu jododusíku
- při bakteriologických rozborech vody
- při vydělávání koží
- k demonstraci rychlosti reakce při hodinách chemie. Thiosíranový ion lze rozkládat na siřičitanový ion a koloidní suspenzi síry, která je neprůhledná. Rovnice pro reakci katalyzovanou kyselinou vypadá takto:
S2O32−(aq) → SO32−(aq) + S(s)
- k demonstraci vlastností přechlazené kapaliny při hodinách fyziky. Roztavený thiosíran lze velmi snadno přechladit na pokojovou teplotu a po iniciaci krystalizace teplota prudce vyskočí na 48,3 °C, o čemž se lze snadno přesvědčit dotykem
- jako složku ohřívače rukou nebo jiného chemického ohřívače, který produkuje teplo exotermickou krystalizací přechlazeného roztoku
- jako součást receptů pro patinování slitin mědi
- v léčivých přípravcích jako anionový tenzid k lepší disperzi jiných látek
- jako zajímavá přísada při experimentech se supersaturací